# يوري ليبيديف (لاعب هوكي جليد)
يوري ليبيديف (بالروسية: Лебедев, Юрий Васильевич)‏ هو لاعب هوكي جليد روسي، ولد في 1 مارس 1951 في موسكو في روسيا.

## وصلات خارجية
- يوري ليبيديف على موقع EliteProspects.com (الإنجليزية)
- يوري ليبيديف على موقع Eurohockey.com (الإنجليزية)
- يوري ليبيديف على موقع HockeyDB.com (الإنجليزية)
- يوري ليبيديف على موقع أوليمبيديا (الإنجليزية)